# 深紫外線
深紫外線（しんしがいせん、英:Deep-UV, DUV）は、IBMのリン博士によって概念化された200～300nmの波長域の紫外線。220～350nmくらいの波長域と定義されることもある。なお、遠紫外線と混同される例が指摘されており波長域が異なるため注意喚起が行われている。

## 解説
深紫外線はIBMのリン博士によって200～300nmの波長域の紫外線を指す概念として提唱された。220～350nmくらいの波長域として定義されることもあり、深紫外線は「フロンティア領域の波長」といわれている。
従来の紫外レーザーやガスランプは、発光が弱く、光源が大型、高価で寿命が短いなど問題があった。そのため、深紫外線の波長域のLEDの実用化が強く望まれており、医療現場、家庭用冷蔵庫や空気清浄機、高密度光記録レーザーへの利用が期待されている。